# Back Home Again
| 전문가 평가 | 전문가 평가 |
| 평가 점수   | 평가 점수   |
| 출처        | 점수        |
| ----------- | ----------- |
| AllMusic    | [ 1 ]       |
| Creem       | C+          |

《Back Home Again》은 1974년 6월 15일에 발매된 미국의 싱어송라이터 존 덴버의 여덟 번째 스튜디오 음반이다.
멀티플래티넘 음반은 빌보드 200에서 1위에 올랐고 히트 싱글 〈Annie's Song〉(팝 1위, 어덜트 컨템포러리 1위), 〈Back Home Again〉(팝 5위, AC 1위, 컨트리 1위)이 수록됐다. 이 밖에도 이번 음반에는 〈Thank God I'm a Country Boy〉와 〈Sweet Surrender〉의 스튜디오 버전이 등장한다.
〈Grandma's Feather Bed〉는 킹스턴 트리오의 밴조 연주자 짐 코너가 할머니를 위해 쓴 한 구절을 바탕으로 작곡했다. 덴버는 1968년에 코너가 이 노래를 연주하는 것을 처음 들었다. 코너는 덴버의 녹음에서 연주했고, 그 가수와 함께 순회 공연을 했다.
〈The Music is You〉는 《Rocky Mountain Christmas》의 1998년 재발매의 보너스 트랙이다.
커버에는 존이 당시 아내였던 앤 마르텔과 함께 있는 모습이 나온다.

## 곡 목록
모든 곡들은 특별한 언급이 없는 한 존 덴버에 의해 작사/작곡하였다.
| #  | 제목                            | 작사·작곡 | 재생 시간 |
| -- | ------------------------------- | --------- | --------- |
| 1. | 〈Back Home Again〉             |           | 4:42      |
| 2. | 〈On the Road〉                 | 칼 프란젠 | 2:33      |
| 3. | 〈Grandma's Feather Bed〉       | 짐 코너   | 2:15      |
| 4. | 〈Matthew〉                     |           | 3:43      |
| 5. | 〈Thank God I'm a Country Boy〉 | 존 소머스 | 3:06      |
| 6. | 〈The Music Is You〉            |           | 1:26      |

| #  | 제목                         | 작사·작곡         | 재생 시간 |
| -- | ---------------------------- | ----------------- | --------- |
| 1. | 〈Annie's Song〉             |                   | 2:58      |
| 2. | 〈It's Up to You〉           | 스티브 와이즈버그 | 2:26      |
| 3. | 〈Cool an' Green an' Shady〉 | 덴버, 조 헨리     | 3:07      |
| 4. | 〈Eclipse〉                  |                   | 3:41      |
| 5. | 〈Sweet Surrender〉          |                   | 5:29      |
| 6. | 〈This Old Guitar〉          |                   | 2:50      |